# Skorenovac
Skorenovac (Hongaars: Székelykeve) is een dorp in Servië in de provincie Vojvodina in de gemeente Kovin. Het dorp is gelegen ten westen van de hoofdkern Kovin. Het dorp gold lang als meest zuidelijk gelegen dorp met een Hongaarse bevolking. Later werd ontdekt dat er in Roemenië een vergeten Hongaarse gemeenschap leeft in het dorp Oituz nabij de Zwarte Zee in de gemeente Lumina.
In Skorenovac woonden in 2002 circa 2500 Hongaren die ruim 85% van de bevolking van het dorp vormden. Deze Hongaarse bevolking behoort tot de autochtone Hongaarse minderheid in Servië

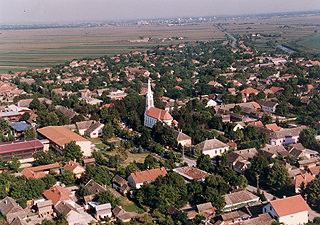
Vogelvluchtfoto van de dorpskern